# Шарыкин, Серафим Николаевич
Серафим Николаевич Шарыкин (10 июля 1903, Новый Оскол, Курская губерния — 24 августа 1964) — советский военачальник, гвардии полковник, командир 3-й отдельной авиационной дивизии ГВФ.

## Биография

### Ранние годы
Серафим Шарыкин родился 10 июля 1903 года в Новом Осколе.
В мае 1918 года вступил в Красную армию, был назначен помощником командира 1-го Украинского партизанского отряда, а в июле 1918 года — старшим адъютантом командующего Южного фронта А. И. Егорова. В феврале 1919 года был ранен в бою.
После лечения в ноябре 1919 года был назначен командиром роты 3-й Туркестанской стрелковой дивизии. В марте 1920 года — помощником командира отдельного батальона особого назначения, а впоследствии — секретарём члена Реввоенсовета 13-й армии Юго-Западного фронта. Участвовал в боях с войсками Врангеля. В должности командира полка 1-го конного корпуса 1-й Конной армии принимал участие в советско-польской войне. В сентябре 1920 года вновь был тяжело ранен.
В ноябре 1920 года назначен помощником командира батальона особого назначения, затем, в феврале 1921 года — начальником штаба отдельной стрелковой бригады Заволжского военного округа. С марта 1922 года командовал 5-м отдельным батальоном особого назначения.

### После Гражданской войны
В феврале—сентябре 1923 года Шарыкин прошел теоретическое обучение в Егорьевской школе военных лётчиков. В 1923—1924 годах обучался в Борисоглебской школе военных лётчиков.
В 1924—1931 годах служил в ВВС Красной Армии. В августе 1927 года окончил школу воздушного боя в городе Серпухов.
В 1931 году направлен на службу в Гражданский воздушный флот. Командовал 2-й эскадрильей 1-й объединённой школы пилотов и авиатехников. В 1933 году назначен начальником учебно-лётного отдела — заместителем начальника 2-й объединённой школы пилотов и авиационных техников имени Петрова. 18 августа 1933 года «за беззаветную работу и подготовку лётных кадров» награждён ЦИК орденом Красной Звезды.

### Великая Отечественная война
После начала Великой Отечественной войны Шарыкин стал командиром корабля ПС-84, затем был назначен командиром отряда и начальником Московской авиационной группы особого назначения (МАГОН). Выполнял полёты в осаждённый Ленинград. За заслуги в первый год войны он был награждён орденом Красного Знамени.
В сентябре 1941 года назначен заместителем командира — начальником штаба Особой авиационной группы связи Генерального штаба РККА. К маю 1942 года Шарыкин выполнил 117 боевых вылетов на выполнение особых заданий командования и за обеспечение успешной работы по переброске групп разведчиков в глубокий тыл врага награждён вторым орденом Красного Знамени. В третий раз был ранен в 1942 году.
В октябре 1942 года назначен командиром 3-й отдельной авиационной дивизии ГВФ, которой командовал до 1946 года. Дивизия под командованием Шарыкина выполнила более 120 тысяч боевых вылетов, перевезла 3168 т грузов и доставила на фронты 53477 личного состава и «за успешное выполнение заданий командования Красной Армии» была награждена орденом Красного Знамени.
Шарыкин «за отличную работу дивизии по обслуживанию фронтов Действующей Красной Армии и проявленную при этом отвагу и мужество» награждён третьим орденом Красного Знамени и двумя орденами Отечественной войны I степени.
За выслугу лет в вооруженных силах СССР он был награждён орденом Ленина и двумя орденами Красного Знамени.

### Послевоенные годы
После окончания Великой Отечественной войны Шарыкин командовал 3-й отдельной авиационной дивизией ГВФ до её расформирования и в октябре 1947 года назначен заместителем командира 281-й транспортной авиационной Новгородской Краснознаменной дивизии ВДВ.
В марте 1949 года был назначен командиром 40-й транспортной авиационной дивизии ВДВ, но в 1951 году отчислен от командования дивизии по состоянию здоровья и находился на лечении в госпиталях. 30 октября 1952 года уволен в отставку.

### Смерть
Серафим Николаевич Шарыкин умер 24 августа 1964 года.

## Награды
- Орден Ленина (1945)[13]
- Пять орденов Красного Знамени (1941, 1942, 1944, 1945, 1948)[13]
- Два ордена Отечественной Войны 1 степени (1943, 1945)[13]
- Орден Красной Звезды (1933)[13]
- Медаль «За оборону Москвы» (1944)[13]